# Уплотнение (фильм)
«Уплотне́ние» — советский агитационно-пропагандистский художественный фильм. Одна из первых советских игровых постановок. Фильм сохранился не полностью.

## Сюжет
В порядке уплотнения в одну из комнат квартиры профессора переселяют из сырого подвала слесаря с дочерью. Квартиру начинают посещать рабочие завода. Гостей становится всё больше, и вскоре профессор приступает к чтению популярных лекций в рабочем клубе. Младший сын профессора и дочь рабочего, полюбив друг друга, решают пожениться. Старший сын профессора, юнкер, относится к переселенцам с открытой враждебностью, в конце фильма его арестовывают.

## В ролях
- Иван Лерский-Далин — слесарь Пульников
- Дмитрий Лещенко — профессор Хрустин
- Анатолий Луначарский — нарком просвещения (камео)[1]

## Съёмочная группа
- Автор сценария: Анатолий Луначарский, Александр Пантелеев
- Режиссёр: Александр Пантелеев, Николай Пашковский, Анатолий Долинов
- Оператор: Владимир Лемке

## Интересные факты
- Фильм был снят за несколько дней в служебных комнатах Петроградского кинокомитета.
- Премьера фильма состоялась 7 ноября 1918 года в Петрограде в кинематографе «Сплендид палас», расположенном по адресу Караванная улица, 12 — набережная реки Фонтанки, 15. В этот день было выпущено четыре картины, три из которых — агитационные.